# Naufragi de l'estany de Banyoles
El Naufragi de l'estany de Banyoles és un incident que va tenir lloc el 8 d'octubre de 1998 a les 11:00 hores, quan una embarcació de passeig va naufragar amb 141 passatgers a l'Estany de Banyoles, a Banyoles causant la mort de 21 persones, tots ells jubilats francesos, i va deixar ferides físiques o psíquiques unes altres 65.
Durant el judici posterior, el fiscal va sol·licitar quatre anys de presó i indemnitzacions per valor de més de 12 milions d'euros per als tres acusats de 21 delictes d'homicidi per imprudència. El dia 3 de febrer de 2003 va sortir la sentència on es va condemnar a dos anys i mig de presó als tres responsables del naufragi de l'Oca a Banyoles, Simón Rodríguez Jiménez i Bartomeu Gayolà Pujol, i l'exregidor de l'Ajuntament de Banyoles Josep Alsina, per 21 delictes d'homicidi per imprudència greu.
Tant els propietaris del catamarà com l'Ajuntament de Banyoles van recórrer la sentència. La Federació de Municipis de Catalunya va criticar la decisió perquè entenia que la responsabilitat de regular les embarcacions del llac és competència de l'Estat.